# Lagunas de Cotacotani
Las Lagunas de Cotacotani (del aimara: quta-qutani ‘conjunto de lagunas’) son un sistema de lagunas ubicadas en el altiplano andino de la comuna de Putre, en la Provincia de Parinacota, al extremo oriente de la Región de Arica y Parinacota, Chile. 
Se encuentra a 4 km al noroeste del lago Chungará, uno de los cuerpos de agua más altos del mundo. Está rodeado por diversas cumbres nevadas, entre las que destacan los nevados de Payachatas, compuestos por los volcanes Parinacota y Pomerape, así como el nevado Sajama y el Volcán Guallatiri.

## Hidrografía
Las lagunas de Cotacotani se encuentra separadas de la laguna Chungará por rocas volcánicas, pero recibe aguas de este lago en forma subterránea.
Su principal característica es el gran número de islas e islotes que se localizan en las lagunas, debido a que estas son protuberancias de lava generadas por el activo vulcanismo de la zona. Con una superficie de 6 km², las lagunas tienen un volumen almacenado de entre 30 a 40 millones de m³, los cuales desaguan, a través del río Desaguadero en el río Lauca que finalmente las lleva al lago Coipasa, en Bolivia.
Sus afluentes aportan, en régimen natural, un caudal entre 430 l/s y 757 l/s con una probabilidad de excedencia del 50 % durante los meses del año.: iii 
Sus principales afluentes son el río Benedicto Morales, la vertiente Patapatani (localmente llamado "ojos de agua") y el estero El Encuentro y su salida es regulada por obras hidráulicas.: 1.2, 2.26 

## Embalse Cotacotani
El lago Chungará (subterráneamente), las lagunas de Cotacotani, el bofedal de Parinacota y el río Desaguadero (Lauca) forman una serie de lagunas transitorias y ríos que finalmente dan origen al río Lauca. La laguna Chungará, que no tiene efluentes superficiales, se encuentra 18 m por sobre las de Cotacotani.
El embalse Cotacotani consiste en dos compuertas sucesivas "A" y "B" en el extremo poniente de la laguna, que regulan la salida de agua de las lagunas hacia el río Lauca y en este por medio de una barra hacia el canal Lauca entre las cotas máxima 4500,62 m s. n. m. y mínima 4495,56 m s. n. m., lo que permite embalsar un máximo de 21.177.326 m³ y un embalse bajo de 607.713 m³, es decir un volumen aprovechable de 20,6 Hm³.: 2.17, 2.19  De esa manera la laguna se convierte en un embalse natural.: 87 

## Población, economía y ecología
Las lagunas pertenecen al parque nacional Lauca. Junto a las lagunas se encuentran una serie de bofedales, entre los que destaca el bofedal de Parinacota. Las lagunas poseen una rica fauna, única y variada con más de 130 especies nativas, en las que destacan flamencos y patos. Se accede mediante la Ruta 11-CH desde Arica.